# Stracciatella di bufala

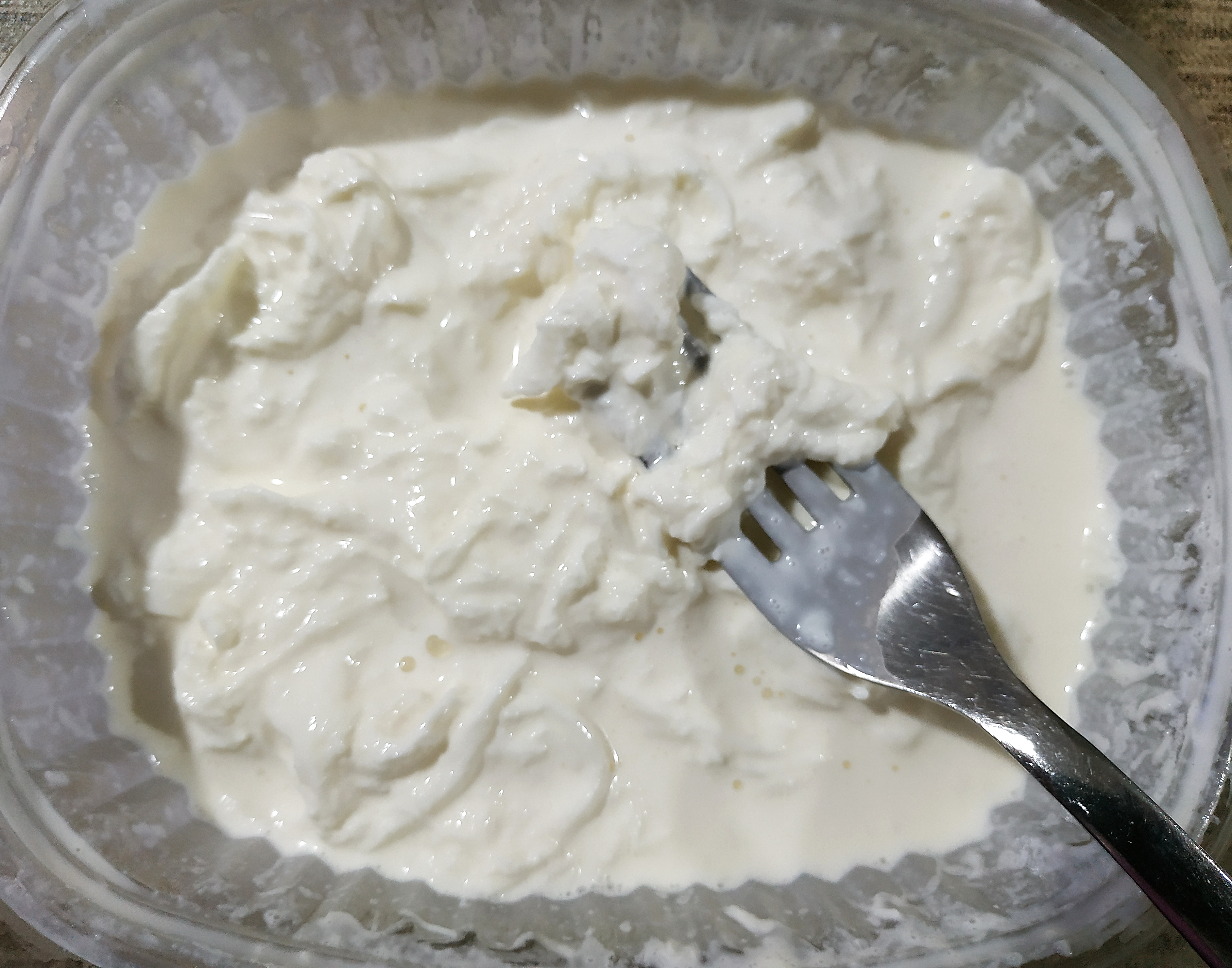
Stracciatella di bufala

Stracciatella di bufala (von italienisch stracciato, ‚zerrissen‘ oder ‚zerfetzt‘) ist ein Käse, der aus der italienischen Provinz Foggia stammt und aus der Milch des Wasserbüffels hergestellt wird. Es ist ein weißer Käse, ähnlich dem Mozzarella, aber im Vergleich zu diesem mit mehr Flüssigkeit und weicher. Er wird als Vorspeise serviert, manchmal mit Coppa dazu. Die Besonderheit des Stracciatella di bufala sind seine gesponnenen, weißen, übereinander liegenden Schichten, die Fäden ziehen. Sein Fettgehalt liegt bei ca. 45 % i. Tr. Sein Geschmack lässt sich als süß-säuerlich mit zartem Milchgeruch beschreiben.

## Herstellung
Zu 35 °C warmer, pasteurisierter Milch wird flüssiges Lab hinzugefügt und man lässt diese 25 bis 30 Minuten gerinnen. Danach wird die Masse in Nussgröße zerstückelt und man lässt sie für einige Stunden unter der Molke reifen. Eingesalzen wird in Salzlake in der Salzlagerstätte bei niedriger Salzkonzentration (Ertrag 23–24 %). Der Käse wird nicht lange gelagert und muss auch nicht reifen. Produziert wird das ganze Jahr über, meist im Frühling und Sommer.